# エドワード・ヴォーン (1718年没)
エドワード・ヴォーン（英語: Edward Vaughan、1661年以前 – 1718年12月5日）は、ウェールズ出身の政治家。1679年から1718年までの39年間にわたってモンゴメリーシャー選挙区選出の庶民院議員を務めた。1718年3月から12月までの短期間にわたって、連続在任期間の最も長い現職議員だった（現代でいう議会の父）。

## 生涯
ハウェル・ヴォーン（Howel Vaughan、1669年没）とエリザベス・ジョーンズ（Elizabeth Jones、ハンフリー・ジョーンズの娘）の長男として生まれた。父ハウェルは遠戚にあたるエドワード・ヴォーン（1661年10月没）からスイディアルスとスランゲドウィンを継承しており、1669年にハウェルが死去するとエドワードがそれを継承した。
1672年8月24日にメアリー・パーセル（Mary Purcell、1727年12月8日没、ジョン・パーセルの娘）と結婚、1男2女をもうけたが、息子に先立たれた。
- アン（1748年3月14日没） - 1715年11月20日、第3代準男爵サー・ワトキン・ウィリアムズ＝ウィンと結婚、子供あり[5]
- 娘（1725年没）[5]

1670年にモンゴメリーシャーの、1672年にデンビーシャーの、1678年にメリオネスシャーの治安判事に就任するなど地元の名士になり、1679年1月にはモンゴメリー・バラ選挙区の補欠選挙に出馬した。投票結果はヴォーンが優勢であるとみられたが、1661年から1679年まで続いた騎士党議会が解散された後だったため、この投票は無効となった。直後の1679年3月イングランド総選挙ではモンゴメリー・バラ選挙区の代わりにモンゴメリーシャー選挙区から出馬、スイディアルスの地所を所有したことによる影響力をもって当選した。
1680年代までは第1次王位排除法案（1679年）に反対票を投じたこと以外の議会活動が少なかったが、1679年10月、1681年と再選を重ねた。1688年1月に総選挙への立候補を阻止するためにモンゴメリーシャー州長官に任命されたが、結局1688年に総選挙が行われることはなｋった。同年に審査法廃止への反対を表明、4月に3州の治安判事から解任されたが、10月に再び任命された。
名誉革命にあたり、最初はジャコバイトに同情的だった、後に「裏切った」という。名誉革命によるヴォーンの影響の1つとして、モンゴメリーシャー選挙区における支配を揺るぎないものにしたことが挙げられる。ポウィス城を所有していた初代ポウィス侯爵ウィリアム・ハーバートはモンゴメリーシャーにおける影響力が大きかったが、彼はジャコバイトであり、名誉革命の後に亡命して財産を没収されている。国王ウィリアム3世はポウィス侯爵の財産をオランダ出身の初代ロッチフォード伯爵ウィリアム・ナッソー・ド・ザイレステインに与えたが、ロッチフォード伯爵は選挙区への影響力を育てなかった。また、モンゴメリー城を所有していたハーバート家は1691年に第4代チャーベリーのハーバート男爵ヘンリー・ハーバートが死去して家系が断絶した。これにより、ヴォーンと戦える勢力がいなくなり、ヴォーンは再選を重ねて最終的には合計で16選した。16選した後の1718年3月から12月まで、連続在任期間の最も長い現職議員だった（現代でいう議会の父）。
1690年の議員リストでは初代カーマーゼン侯爵トマス・オズボーンがヴォーンの所属党派について「疑わしい」（doubtful）と分類したが、1690年代以降の投票傾向からトーリー党支持が明らかである。同時期には頻繁に庶民院の会議を欠席したが、1710年にヘンリー・サシェヴェレルの弾劾に反対するなど肝心の採決に欠席することは少なかった（ただし、ヴォーン姓の議員は同時期に複数いたため、史料での記述がエドワード・ヴォーンによる行動であると証明することが難しかったという）。1711年1月7日から1718年に死去するまでメリオネスシャー首席治安判事を務めた。1716年、七年議会法案に反対票を投じた。
1718年12月5日に死去、スランゲドウィンで埋葬された。遺産は娘アンと結婚した第3代準男爵サー・ワトキン・ウィリアムズ＝ウィンが継承した。これによりモンゴメリーシャー選挙区での影響力もウィリアムズ＝ウィンに移り、彼の存命中に指名した人物は常に無投票で選出されている。